# Трећа изложба УЛУС-а (1946)
Трећа изложба УЛУС-а одржала се у периоду од 11. до 25. новембра 1946. године. Изложба се могла видети у галеријском простору Удружења ликовних уметника Србије, тј. у Уметничком павиљону "Цвијета Зузорић", у Београду. Изложбени плакат за ову изложбу израдио је Мило Милуновић.

## Чланови оцењивачког одбора
Оцењивачки одбор Треће изложбе УЛУС-а чинили су:
- Боривоје Стевановић
- Сретен Стојановић
- Иван Радовић
- Љубица Сокић

Заменик је био сликар и вајар Стеван Боднаров.

## Излагачи
1. Анте Абрамовић
2. Даница Антић
3. Аделина Бакотић-Влајнић
4. Никола Бешевић
5. Јован Бијелић
6. Олга Богдановић
7. Стеван Боднаров
8. Павле Васић
9. Живојин Влајнић
10. Бета Вукановић
11. Живан Вулић
12. Милош Вушковић
13. Слободан Гавриловић
14. Недељко Гвозденовић
15. Драгомир Глишић
16. Никола Граовац
17. Винко Грдан
18. Бора Грујић
19. Дана Докић
20. Сретен Докић
21. Радмила Ђорђевић
22. Матија Зламалик
23. Гордана Јовановић
24. Вера Јосифовић
25. Првослав Караматијевић
26. Лиза Крижанић
27. Пјер Крижанић
28. Енвер Крупић
29. Александар Кумрић
30. Милица Лозанић
31. Светолик Лукић
32. Милица Миливојевић
33. Предраг Милосављевић
34. Невенка Милошевић
35. Сава Николић
36. Петар Омчикус
37. Ђорђе Ораовац
38. Лепосава Павловић
39. Јефто Перић
40. Михајло Петров
41. Зора Петровић
42. Јелисавета Петровић
43. Миодраг Петровић
44. Васа Поморишац
45. Ђорђе Поповић
46. Зора Поповић
47. Миодраг Поповић
48. Мирко Почуча
49. Миодраг Протић
50. Тоза Радаковић
51. Иван Радовић
52. Ђуро Радоњић
53. Милан Радоњић
54. Фрањо Радочај
55. Душан Ристић
56. Љубица Сокић
57. Мартин Соларик
58. Бранко Станковић
59. Вељко Станојевић
60. Боривоје Стевановић
61. Сретен Стојановић
62. Живко Стојсављевић
63. Светислав Страла
64. Иван Табаковић
65. Ђорђе Теодоровић
66. Стојан Трумић
67. Милорад Ћирић
68. Коста Хакман
69. Сабахадин Хоџић
70. Антон Хутер
71. Милица Чађевић
72. Јадвига Четић
73. Милан Четић
74. Вера Чохаџић
75. Миленко Шербан
76. Милан Бесарабић
77. Марко Брежанин
78. Франо Динчић Менегело
79. Лојзе Долинар
80. Милован Крстић
81. Живорад Михаиловић
82. Пера Палавичини
83. Славка Петровић-Средовић
84. Тома Росандић
85. Радета Станковић
86. Ристо Стијовић
87. Сретен Стојановић
88. Марин Студин
89. Михајло Томић